# ミトラリエーレ (駆逐艦)
ミトラリエーレ（Mitragliere、「機銃手」の意）はイタリア王立海軍の駆逐艦。

## 艦歴
就役後、ミトラリエーレは第12駆逐艦部隊に所属した。
6月中旬の戦い（1942年6月12日-16日）に参加した
。
同年7月2日から、同型艦のベルサリエーレおよびコラッツィエーレ、アルピーノ、軽巡洋艦ガリバルディ、デュカ・ダオスタ、ドゥーカ・デッリ・アブルッツィ（第8巡洋分艦隊から）とともにピュロスを拠点とし、4か月間当地にとどまった。この編隊は地中海東部を航行する船団が中東の基地から出撃するイギリス艦に攻撃された場合に介入するために待機していたが、その必要は発生しなった。
輸送船団の航路において、数多くの任務をこなした。
1942年11月26日、内燃機船チッタ・ディ・ナポリおよびチッタ・ディ・トゥニジを護衛した。
12月10日、トラーパニからビゼルトへの兵員輸送任務を行った。
1943年8月9日、駆逐艦ジョベルティおよびカラビニエーレとともに、ジェノヴァに向かう第8分艦隊（軽巡洋艦ガリバルディおよびデュカ・ダオスタ）を護衛してラ・スペツィアから出航した。18:24にプンタ・メスコ沖で英潜水艦シムーンに発見され、同潜水艦はガリバルディに向けて4発の魚雷を発射した。ガルバルディとミトラリエーレは回避機動を行ったがガリバルディに命中し、艦体が割れて沈没した。

### 休戦とバレアレス諸島への入港
9月8日に休戦協定が宣言された際、ミトラリエーレはラ・スペツィアに停泊中で、イタリア艦艇を直ちに連合国総司令官が指定する場所に移送し、その後の処分を待つという協定の艦隊に関する条項を満たすために、ジュゼッペ・マリーニ大佐の指揮の下で他の艦艇と共に9月9日の朝3時に出航した。
カルロ・ベルガミーニ提督の指揮官旗を掲げた戦艦ローマ、戦艦ヴィットリオ・ヴェネト、イタリア、軽巡洋艦ライモンド・モンテクッコリ、エウジェニオ・ディ・サヴォイア、アッティリオ・レゴロ、駆逐艦ミトラリエーレ、フチリエーレ、カラビニエーレ、ヴェリーテ、レジナリオ、オリアーニ、アルティリエーレ、グレカーレ、水雷艇オルサ、オリオーネ、アルディメントーゾ、インペトゥオーゾが、艦艇が停泊するための全ての準備が整い、国王ヴィットーリオ・エマヌエーレ3世と政府が置かれたラ・マッダレーナ島に向った。巡洋艦アティリオ・レゴロは駆逐艦部隊の指揮艦艇だったが、レゴロの準備が遅れたため艦長のフランコ・ガファロ大佐はイタリアへの乗艦が許可された
出航のおよそ3時間後、艦隊はジェノヴァからの、第8分艦隊のガリバルディ、デュカ・ダオスタおよびルイジ・ビアンチェリ提督の旗艦ドゥーカ・デッリ・アブルッツィ、ニコラ・リッカルディ中佐が指揮する水雷艇リブラからなく艦隊と合流した。2つの艦隊が再投合されたのち、巡洋艦の性能を揃えるために、第8分艦隊に移ったアッティリオ・レゴロとデュカ・ダオスタが交代した。
艦隊はインペリアとカップ・コルスの間を通過したあと、コルシカ島の西岸から20kmほどの距離を保ちつつ南下し、ボニファシオ海峡に向かって東進した。航行中に3回の空襲警報があり、ジグザグの回避行動をとった。ボニフォシオ海峡の入り口のカーポ・テスタ近くで6艇の水雷艇を先頭に、6隻の巡洋艦、3隻の戦艦、そして8隻の駆逐艦という隊列を組んだ。
ベルガミーニ提督は航空援護を要請していたが、サルディーニャ島とコルシカ島の戦闘機部隊のほとんどすべてがローマに向かっており、わずか4機のマッキ MC.202がオルビア近郊の現在は廃止された軍用飛行場から飛び立ったものの、艦隊がコルシカ島の東ではなくて西を進んでいることが伝わっておらず、1時間以上に渡って捜索したものの艦隊を発見することができなかった。14:30から14:45の間、艦隊がボニフォシオ海峡の最も狭い部分に差し掛かった頃にベルガミーニ提督に海軍総司令部からラ・マッダレーナがドイツ軍に占領されたというメッセージを受領し、進路を変更してアルジェリアのアンナバに進路変更するよう命令された。ベルガミーニは直ちに180度回頭を命じ、高速での機動が行われたあとでは艦隊の順序が当初とは逆になっており、駆逐艦が先頭で水雷艇が後尾となっていた。
日中、ドイツ軍機はイタリア艦隊に急降下爆撃を実施したが失敗に終わり、また、偵察隊のJu 88が10:50ごろに艦隊を発見して、アジナーラ島方面に向かっていると報告していた。
しかし、9月9日 15:15に艦隊はドイツのドルニエ Do 217爆撃機の攻撃を受け、まず戦艦イタリアが至近距離の投下された爆弾によって軽い損傷を受けた。15:42に戦艦ローマがロケット弾を被弾し、すべての甲板を貫通して竜骨の下で爆発し、船体の穴が空き、対空兵装が損傷し、機関室が使用不能となる深刻な損傷を与えた（その結果、速力が16ノットまで低下した）。その10分後に2発目のロケット弾が弾薬庫の近くに命中して誘爆を引き起こし、ローマは2つに割れて19分ほどで1393名の乗員を道連れに沈没した。ミトラリエーレとカラビニエーレは命令を待たずに直ちに反転して生存者の救助に当たり、レゴロとフチリエーレも後に続いた。救助部隊には水雷艇ペガソ、オルサ、インペトゥオ＝ゾも加わった。遭難者の救助のための命令はローマ沈没の数分前に発令されており、16:07に2つの艦隊グループが派遣された。その一つは巡洋艦アッティリオ・レゴロと第12駆逐艦部隊の3隻（ミトラリエーレ、カラビニエーレ、フチリエーレ）であり、もう一つは水雷艇ペガソ、インペトゥオーゾおよびオルサだった。最初のグループはジュゼッペ・マリーニ中佐の指揮下に置かれ、水雷艇グループはリッカルド・インペリアリ大差が指揮した。ローマの乗員のうち、1352名が死亡ないし行方不明となった。救助された遭難者は622名であり、そのうちの503名が3隻の駆逐艦によって救助され、17名がアッティリオ・レゴロに、102名が3隻の水雷艇によって救助された。
戦艦ローマの沈没後は、艦隊の指揮は艦隊中の最先任の提督で、エウジェニオ・ディ・サヴォイア徽章を持つ第7巡洋艦部隊司令官だったロメオ・オリーヴァ提督がとり、7隻が旗艦から死傷者を回収するためにとどまったが、艦隊の残りは連合国が選んだ目的地であるマルタ島に向けてイタリア軍部隊を護衛するために、沖合にイギリスの艦艇が沖合で待ち、アルベト・ダ・ザラ提督率いるターラントからの艦隊と再合流する予定のアンナバへの航海を続けた。
漂流者の回収は18:00前に完了した。第12駆逐艦部隊指揮官でミトラリエーレ艦長のジュゼッペ・マリーニは、多数の重傷者を乗せていることを考慮し、オリーヴァ提督指揮下の艦隊と連絡が取れず、自分のメッセージに返事がなかったため、駆逐艦グループの旗艦であるレゴロに対して高速でリヴォルノへ向かう許可を求めた。しかし、レゴロ艦長のマルコ・ノタルバルトロ・ディ・シアーラ中佐から、駆逐艦グループの指揮官であるフランコ・ガロファーロ大佐がレゴロの乗艦していないとの情報を得たが、これはレゴロの整備が少し遅れたためにガロファーロ大佐はベルガミーニから戦艦イタリアへの情感を許可されていたからだった。ただし、指揮官旗はレゴロに残されており、その時点で7隻からなるグループの指揮は最先任であるマリーニが取ることになった。突然の状況変化によってマリーニは重要な決定をくださなければならなくなったが、そのための十分な情報が欠けていた。
グループは、オリーヴァ提督指揮下の艦隊や海軍総司令部と連絡を取ることができなくなり、メッセージに対する返答も得られなかった。さらに、海軍総司令部の一部のメッセージの傍受したところ、重傷を負った兵士たちをイタリアの港に上陸させることが不可能であることが明らかになった。負傷者の状態は重篤で、船内で治療することが不可能だったが緊急の医療処置が必要であり、そのためには最寄りの中立国の海岸に到達する必要があった。さらに、船の燃料補給が減少したため、艦の航続距離が大幅に低下していた。
マリーニはペガソ艦長リッカルド・インペリアーリ中佐の指揮下で魚雷艇に自由な操船を許可し、レガロと駆逐艦3隻からなる残りの編隊の指揮を引き継いだ。マリーニは、スペインが中立国であることを考慮し、船舶の抑留を進めることなく負傷者の下船を許可し、必要な燃料と飲料水の供給を行うことを期待し、進路をバレアレス諸島に向けることに決めたが、バレアレス諸島は、その後でイタリア、トゥーロン、または北アフリカへ移動するのに中心的な位置にあるという利点もあった。
9月10日の朝、インペリアーリ艇長指揮下の3隻の水雷艇はドイツ軍機に何度も攻撃され、他の艦船との連絡を失った。このグループもまた、独自にバレアレス諸島に向かうことを決定し、9月10日の朝にマジョルカ島のポリェンサ湾に到着した。
9月10日の朝、マリーニは7時10分に第7巡洋艦部隊にメッセージを送り、他の艦船が08:30にメノルカ島のマオンに到着し。、そこでローマ号の生存者を上陸させることを知らせた。
9月11日、ミトラリエーレ、フチリエーレ、カラビニエーレ、レゴロはマオンの港湾に収容され、1945年1月21日までそこに留まったのち、イタリアに帰国した。同じ運命を辿ったオルサも同様に処置されましたが、ペガソとインペトゥオーゾは自沈を選択した。

### 艦長
- シルヴィオ・ガリーノ中佐（1901年7月14日、カイロ・モンテノッテ生まれ、1941年12月4日-1942年10月5日）
- ジュゼッペ・マリーニ（イタリア語版）少佐（1899年4月28日、トラーパニ生まれ、1942年10月6日-1945年10月）

## フランスへの移譲
戦後、講和条約で戦時賠償としてフランスに譲渡されることが定められた。
1947年7月24日、ミトラリエーレはフランス海軍に移籍し、識別記号 M 2が与えられ、Jurien de la Graviereと改名された。
1956年に退役し解体された。